# 大鳳 (空母)
大鳳（たいほう）は、大日本帝国海軍の航空母艦。日本の空母としては初めて飛行甲板に装甲を張るなど技術的に最も発達を遂げた艦であったが、1944年6月19日のマリアナ沖海戦においてアメリカ海軍の潜水艦の雷撃で損傷した後、航空用ガソリンタンクから漏洩して引火したため大爆発を起こし沈没した。竣工してからわずか3カ月の艦歴だった。

## 特徴

### 構造
大鳳の船体および機関は、翔鶴型航空母艦をほぼ踏まえているが、飛行甲板に装甲を張ったため、重心上昇を防ぎ復原力を確保するため艦内甲板は1層減らされており、艦内の容積は翔鶴型より小さくなっている。全長は翔鶴型とほぼ同じ長さだが、海面から飛行甲板までの高さは公試状態12.4m、満載状態で12m程度で飛龍型に似た低いものであった。格納庫は従来の日本の正規空母同様、上下二層である。開口部がほとんどなかったので、格納庫で敵弾が爆発した際には翔鶴型同様、爆風によって舷側鋼板が外れ、そのまま爆風を逃がすという設計としたが、翔鶴型同様に実戦では機能しなかった。艦首のバルバス・バウ（造波抵抗を減らすための球状艦首）も、翔鶴型に準じた前方に突出してないものであった。
機関室は、高度3000mからの800kg爆弾と距離1200m〜20000mでの6インチ砲弾に耐えることが求められた。また弾薬庫は高度3000mからの1000kg爆弾（800kg爆弾水平爆撃以上）と距離1200m〜20000mでの8インチ砲弾に耐えることが求められた。特に火薬庫は、対巡洋艦の8インチ砲弾防禦を施すことになった。このため主要部には16mm高張鋼と32mmCNC鋼鈑による水平防御と、160mm〜55mmのCNC鋼鈑による垂直防御が施された。水平鋼鈑が薄いのは飛行甲板の装甲も加味されているためである。
水中防御としては主要部を3重底とするとともに、日本海軍艦艇としては珍しい、液体（重油）層と空気層、及び装甲を組み合わせた5枚4層の合理的な防御構造が導入され、TNT換算で300kg（矢ケ崎技術少将によれば400kg）の炸薬をもつ魚雷を防御することが想定された。ただし、アメリカ海軍が使用していたMK13航空魚雷は、トーペックス系炸薬を使用した場合TNT換算で400kgを超える威力となっており、必ずしも万全とは言い難かった。
機関は翔鶴型に準じたものが搭載された。艦本式ロ号缶は1基ずつ分離された防水区画に搭載されて2列に並び8基搭載され、その後方に同じく左右に2例に4基のタービン室が配置され、日本海軍艦艇としては翔鶴型と並んで最高の16万馬力を発揮した。蒸気圧30キロ平方センチ、蒸気温度350度も翔鶴型と同様であるが、スクリューは翔鶴型より若干サイズの大きい4.3mのマンガン鋼製3枚羽ものが使用され、最高毎分300回転で駆動した。舵は大和型戦艦と同様に、副舵と主舵の2枚を前後に分離設置した。
従来の日本海軍大型空母の場合、エレベーター（昇降機）は艦前部・中央部・後部の三ヶ所に設けられていたが、飛行甲板に装甲を張るという設計思想のため爆撃に対する弱点部位となるエレベーターは2基（前部、後部）に減少した。しかし、エレベーターもまた格納庫の天蓋に当たるということから、エレベーターにも装甲が施されている。大きさは新型艦上機に対応しており、25mmのDS鋼板を2枚重ねて合計50mmの装甲を形成した。これにより昇降機の重量は100トンに達したが、作動スピードは他艦と遜色なかったという。カタパルト（射出装置）を2基装備する予定であったが、開発が間に合わず後日装備とされた。
兵員室はハンモックではなく、天井収納式の複数段ベッドが備えられた（乗艦者記憶では2〜3段式）。
甲板
軍令部は本型の飛行甲板に対し、800kg爆弾の急降下爆撃に耐えられる装甲を求めていた。しかし艦政本部は翔鶴型航と大差ない排水量では実現不能と判断した。仮に要求どおりの重防御を施すと4万トンを超える大型艦となり、他艦種の建造を圧迫するという予算上の問題が生じ、昭和13年9月7日の丸四計画正式商議にて、前述の艦主要部分重防御に加え、高度700mからの500kg急降下爆撃に耐える装甲で飛行甲板の50%（エレベーターとエレベーター間。長さ150m、幅18m）を覆うという防御案で本型の建造計画は承認された。排水量を3万トン級に抑え、その範囲内で防御を施すという妥協策がとられた。
初期の素案では60mmの装甲で前後の昇降機の間の飛行甲板(全長の1/2にあたる)を覆い、戦闘機の発艦距離を確保するというものであった。しかし各種爆弾実験を実施したところ装甲60mmでは防御力不足と判断され、最終的に20mmのDS鋼板上に75mmのCNC甲板を装着した構造に落ち着いた。ところが素案より装甲の厚みが増したので、装甲範囲の全長は飛行甲板の1/2のままであるものの全幅が短縮され、全幅を装甲する計画は艦中央部でも格納庫の天井部分を覆う幅20mのみの装甲とされた。
飛行甲板の表面仕上げは従来の空母同様に木張りであったとされるが、ラテックス仕上げであるという異論もある。改大鳳型（G15 改⑤計画）の図面でも木の甲板の使用を裏付ける記述があり、最近発見された大鳳艦上で撮影されたと思われる写真には木甲板が映っている。　また現存する複数の中央切断図面でも、飛行甲板は45mmの木板を張る仕様になっている。一方、ラテックスを飛行甲板に施工したという公式文書・図面・証言資料は全く存在しない。『製造所である川崎神戸で、戦後福井静夫らの監修のもとに製作された模型がラテックス張りの状態で作られていた』ことがラテックス説の根拠のひとつであるが、木甲板では爆弾が装甲飛行甲板の表面で爆発した場合、やはり発着が困難になるという予想から従来信じられていた「多少打たれても耐えうる前線の中継基地としての装甲空母」という概念がもうひとつの根拠になっていたと考えられる。
着艦制動索は、最新式の三式制動装置が設置された。三式制動装置は油圧式で流星などの大型機に対応した制動装置で、大鳳が初の装備であった。工期短縮と部品未納入のため、遮風柵自体の装備が省略されて竣工したが、竣工後の写真では遮風柵の存在が確認できる。無稼動状態で装備され、後日の工事で稼動状態とされる予定であったと推測される。
また、艦橋が煙突と一体化した大型のものであったので、それとの重量バランスをとるために飛行甲板は後方で左舷側に寄せられている。
重心上昇を防ぐため大鳳の甲板は前級の翔鶴型より一層少なくなっており、結果、乾舷（海面から飛行甲板までの距離）が艦の大きさに対し低くなっている（満載時で、飛龍とほぼ同じ12メートル）。そのため艦首において中空に突き出た従来のような飛行甲板では巨大波に突っ込んだときに圧壊しやすくなるため、同時期のイギリス空母や現代のアメリカ空母のように艦首外板を飛行甲板まで延長するハリケーン・バウ（エンクローズド・バウ）という形式をとり、艦首部と甲板を一体化させた。日本海軍では初の試みであり、複数の案が検討された。ハリケーン・バウには、翔鶴型より一層、甲板が少ない分を補う居住空間がとれるというメリットもあった。
艦橋
大鳳の艦橋は日本空母としては初めて煙突と一体化した巨大なものとなった。飛行甲板上に直立した煙突では特に着艦のさいに、排煙もあわせて障害物になりかねないため日本海軍では、最初の空母鳳翔からいろいろな排煙方式を試行錯誤し、結果、舷側から湾曲させた煙突とすることで一応の解決を見ていた。しかし、飛行甲板を装甲化した大鳳では、艦の大きさの割りに飛行甲板の高さを低くせざるを得なかったため、従来の湾曲煙突を設けた場合、位置が低すぎて先端が海面に接触・排煙に支障をきたすことが予想された。そのため、煙突は飛行甲板上に立てることとなり、艦橋と一体化することとなった。当初はそのまま直立させる予定であったが、着艦コースの気流をできるだけ乱さないよう外側に傾斜させることとなり、風洞実験と重量計算の結果、飛行甲板から高さ17mのところに排煙口のある煙突を垂直面から26度外側に傾けて設けた。この形式は橿原丸級貨客船を改造した飛鷹型航空母艦で先行して採用されたが、もともとは大鳳のために設計されたものである。のち、大和型戦艦3番艦改造の空母信濃にも採用されており、煙突を外側に傾斜させるのは戦後改造された英米空母にも見られる。位置的には煙突と一体化させたので、それまでの日本空母の右舷前方艦橋の位置よりはやや後ろにある。アイランドトップには二式二号電波探信儀一型を前後に合計2基設置していたが、13号電探については装備に否定的な意見が多いとされる。

### 設備
大鳳は日本の空母では唯一、六五口径九八式一〇糎高角砲（65口径10cm高角砲）を装備した。ただし飛行甲板の装甲化（重量増加）の代償として翔鶴型の40口径12.7cm連装高角砲8基16門と比較して、総数は連装6基12門に減じられた。それを補うために高角砲は左右両舷に射撃可能とするはずであったが、アイランドの大型化によってそれも不可能となったため中止され、オーソドックスな配置に落ち着いた。65口径10cm高角砲は艦隊防空を担う秋月型駆逐艦に搭載されたものと同種で、1発あたりの危害半径は狭いものの毎分19発と発射速度が速く（八九式12.7cm高角砲は毎分14発）、これを各舷に3基ずつ設置し、左右1基の九四式高射装置で管制していた。25mm3連装機銃は当初8基の予定であったが建造中に増強されて17基となり、加えて単装25mm機銃が移動式として25基搭載予定であった。これは普段は格納庫壁面に収納され、航空機の発艦後に昇降機によって飛行甲板に運び、飛行機固定用の金具を利用して固定するものである。
800kg爆弾72発、500kg爆弾72発、250kg爆弾144発、60kg爆弾144発、九一式航空魚雷改48本、他艦載機の補給用に別に250kg爆弾144発が搭載を計画していた。軽質油タンクは前後の昇降機近くの海面下に配置され、前後で合計990トンの航空機燃料を搭載する計画となっており、標準的な搭載量であった。被弾時の被害軽減のため、計画量は搭載していなかったと思われる。

### 搭載機

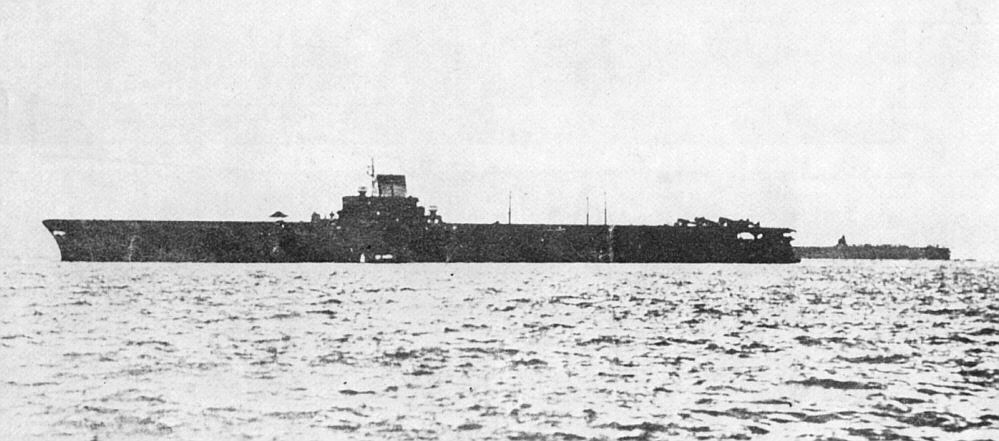
大鳳。後方に翔鶴型航空母艦を望む。

大鳳型の艦載機の搭載数は当初十七試艦上戦闘機常用24、十六試艦攻24（補用1）、十七試艦上偵察機常用4の52機（補用1）を予定していた。資料によっては61機。これは、翔鶴型や連合国大型空母が70〜90機前後なのに比べるとやや控え目であるが、マリアナ沖海戦時には、艦上戦闘機20機（零式艦戦五二型）＋艦上爆撃機18機（彗星一一型＋九九式艦爆）＋艦上攻撃機13機（天山一二型）＋艦上偵察機3機（彗星一一型《艦偵型》）の合計54機を搭載していた。ただし、これはマリアナ沖海戦当日の機数であり、実際は事故で失った機数を含んでいない。また空地分離によって艦載機と空母の関係が変化しており、その時の搭載機数が最大搭載機数ではない。六〇一航空隊の航空機は、第一航空戦隊3隻（大鳳、瑞鶴、翔鶴）に分かれて搭載された。
搭載する航空燃料は1,000tで、翔鶴型の496tの倍となっている。これは、零式艦戦（21型で機体内燃料搭載量が525リットル）や九九式艦爆等より、燃料搭載量の多い烈風（機体内燃料搭載量が912リットル）・流星・彩雲の運用を前提にしたが故の増大と見られる。
排水量の割りに搭載機数が少ないのは、飛行甲板装甲化による重心低下のため艦内容積が減少し格納庫を大きくとれなかったためであり、これはイギリス海軍のイラストリアス級航空母艦と同様である。格納庫は翔鶴型と同じ2層を備え、中間にエレベータがないので、エレベータを除いた格納庫全長は翔鶴型と遜色はない。しかし上述のとおり、飛行甲板の装甲化面積が広くとれないため、その下部の格納庫面積も小さくなり、上層格納庫の幅が狭くなってしまった。ただし、艦上戦闘機烈風・艦上攻撃機流星といった大戦後期の大型艦載機を基準に計算されているがために、翔鶴型より定数が少なくなっているのであり、零戦・彗星・天山なら合計70機以上を運用可能とする資料もある。またミッドウェー海戦に於いて、弾薬庫大爆発により致命的損傷をこうむった空母加賀から生還した天谷孝久中佐/加賀飛行長の意見により、艦爆と爆弾の搭載機数・搭載量を減らし、艦上戦闘機を増やす方向で軍令部や軍務局と調整したという背景もある。
この艦載機数の不足については、他の空母に補完させるという案もあった。すなわち、防御力の高い大鳳型が危険な前方に進出し、より安全な後方に控えた他の空母の艦載機を受け入れ、補給の上で再出撃させるという「洋上の補給基地」的な運用法である。現代の空中給油にも通じる航空機の行動距離の延長策だが、これは基礎研究段階（G12 大鳳原案）での一案に過ぎず、実際にこのような運用がなされたことはない。計画初期に艦政本部が提案したこの案に軍令部や海軍航空本部は反対しており、④計画の概要が決定する以前の昭和13年始めには捨て去られ、大鳳は従来の航空母艦と同じ運用法を前提にして計画されている。海軍兵器の基本構想を採否する海軍技術会議の席上でも航空本部側の「現有空母の防御薄弱なるを強化するが主眼。『飛び石』的用法を主目的にするものにあらず。従って将来空母は皆、このような重防御のものとする考えなり」との発言が採択されている。実際、マリアナ沖海戦において、採られた戦法はむしろ「前線の洋上基地」とは反対で、敵艦載機の航続距離外から、攻撃するというアウトレンジ戦法であった。「前線の洋上補給基地案」は、その後、大和型戦艦の重防御が反映されている信濃型航空母艦で再び提起され、一度は本命視されたので、戦後、大鳳にも刺激的な構想として当てはめられて広まってしまったのだと推測されている。
予定搭載機
- 一七試艦戦（烈風）：18機（補用1機）
- 一七試艦偵（彩雲）：6機
- 一六試艦攻（流星）：36機
- 合計：常用60機、補用1機、計61機

（注）艦偵6機、艦攻7機は露天繋止
あ号作戦時搭載機
- 零式艦戦五二型：19機（6/13に2機事故喪失）
- 彗星一一型：17機
- 天山一二型：14機（6/13に1機事故喪失）
- 彗星一一型（艦偵型）： 3機
- 九九式艦爆： 1機（6/13に2機事故喪失）
- 合計：54機

（補足）1944年（昭和19年）3月7日出航時に搭載されていた艦載機は主翼折り曲げ式だった（機種については乗艦者記憶あいまい）。
第六〇一航空隊（大鳳 翔鶴 瑞鶴 に搭載）
- 零式艦戦五二型：78機（6/13に2機事故喪失）
- 零式艦戦二一型（戦爆型）：11機
- 彗星一一型：53機
- 天山一二型：37機（6/13に1機事故喪失）
- 彗星一一型（艦偵型）：17機
- 天山一二型（電探装備型）： 5機
- 九九式艦爆： 7機（6/13に2機事故喪失）
- 合計：208機（大鳳：54機 翔鶴：77機[54] 瑞鶴：77機）[注釈 17]

## 艦歴

### 建造
大鳳の原型は、1939年（昭和14年）に策定された第4次充実計画（通称④計画）において計画された排水量2,7000トン級航空母艦「W102」である。昭和13年の大蔵省説明資料での初期案は、15.5cm砲6門を搭載する、かつて計画された「蒼龍原案」のような仕様であった。これは、味方攻撃隊の中継基地になるために前方に進出するという作戦構想から来たもので、敵艦隊との水上戦闘を考慮する必要があった為である。
しかし航空機の高性能化に伴い、中継基地として使用する案は破棄され、通常の艦隊型空母として開発されることになり、この際かねてから懸念されていた空母における飛行甲板の脆弱性を補うべく、翔鶴型の船体を基にして、それに飛行甲板に装甲を張り巡らせた重防御空母として計画が進められることとなった。大鳳以前の日本空母の飛行甲板は、同時期のアメリカ海軍空母と同様にほとんど無防御で、主に自らの直掩戦闘機によって敵攻撃機の攻撃を防げばよいという考えが支配的だった。また飛行甲板に装甲を張ると重心を下げるため艦の容積を圧迫し、格納庫面積が減少、すなわち攻撃力が低下するということも懸念され、さらに、航空機の大型化と高威力化する爆弾に対する限界も指摘され、飛行甲板装甲化もすんなりと決定を見たわけではなかった。なお、近代的な装甲空母は1940年（昭和15年）にイギリス海軍が先んじてイラストリアス級航空母艦を竣工させている。
軍艦大鳳は1941年（昭和16年）7月10日、川崎重工業神戸造船所にて起工。仮称艦名「第130号艦」。川崎造船所、第六七〇番船。同社が建造した空母としては、戦艦を改造した「加賀」（船体部分のみ）、翔鶴型航空母艦「瑞鶴」に続く3隻目となった。1943年（昭和18年）秋頃に進水予定であったが、起工から半年後に太平洋戦争が起こり工期繰上げが要求される。
1943年（昭和18年）3月5日、第130号艦は正式に大鳳と命名された。同日付で駆逐艦「藤波」や駆逐艦「霜月」等も命名される。
命名と共に、3隻（大鳳、藤波、霜月）等は艦艇類別等級表に登録された。同年4月7日、昭和天皇の名代として高松宮宣仁親王（皇族軍人、天皇弟宮、海軍大佐）臨席のもと午前8時30分に大鳳は進水した。
8月15日、空母「飛鷹」艦長だった澄川道男大佐は、大鳳艤装員長に補職される。12月23日付で、菊池朝三大佐（前職瑞鶴艦長）が大鳳艤装員長に補職された。菊池大佐は、空母赤城飛行長・鳳翔艦長・瑞鶴艦長（1943年6月20日〜12月18日）等を務めた経歴を持つ。
1944年（昭和19年）1月19日、呉海軍工廠で建造中の空母「葛城」が高松宮宣仁親王（昭和天皇弟宮、海軍大佐）臨席のもとで進水した。翌20日、宣仁親王は神戸川崎重工業を訪問し大鳳を見学した。宣仁親王は進水式などで幾度か川崎造船所を訪れて大鳳に関わっており、本艦の工事促進を要請した。2月上旬、大鳳は神戸港から備讃瀬戸と来島海峡を通過して呉軍港に移動、2月3日から呉海軍工廠第四船渠に入渠して最終的な艤装が施された。2月15日、吉岡保貞（予備役中将、川崎重工業専務取締役）は高松宮（軍令部大佐）に「大鳳の完成を3月10日に繰り上げ」と報告した。約8ヶ月分の工事量を約5ヶ月に短縮（日数換算40%）、艤装予定を約3ヶ月短縮し、3月7日に竣工した。同時付で正式に舞鶴鎮守府所属。菊池艤装員長も制式に大鳳艦長（初代）となった。
3月10日、第一航空戦隊に編入。瀬戸内海で訓練を実施した。3月28日、『陸攻の神様 海軍の至宝』と謳われた入佐俊家中佐が大鳳飛行長に任命され、同時に第六〇一海軍航空隊司令を兼職することになった。3月12日、航空機輸送を兼ねて601空の零戦18機、彗星23機、天山5機のほか、南西方面艦隊むけの司偵3機、月光4機、零式水上観測機5機、零式水上偵察機6機、計64機を搭載するよう指示された。

### 訓練
1944年（昭和19年）3月28日、大鳳は兵員輸送を兼ねて、秋月型駆逐艦2隻（初月、若月）に護衛されて呉を出航した。この時の搭載機は、601空と輸送物件を含めて64機であった。4月4日-5日、シンガポール到着。入港直前に舵取装置が故障し、さらに配電盤火災となり一時操舵不能となるが復旧に成功した。月光や水偵、兵員を陸揚げした後、4月9日リンガ泊地に回航され、4月15日より第一機動艦隊旗艦（司令長官小沢治三郎第三艦隊長官）となる。リンガ泊地では第一航空戦隊（翔鶴、瑞鶴）や第十戦隊所属各艦とともに着陸訓練を主に行った。
大鳳は5月6日に航空機をすべて収容し5月11日（12日とも）リンガ泊地を離れ、内地からの第二航空戦隊（隼鷹、飛鷹、龍鳳）、第三航空戦隊（千歳、千代田、瑞鳳）と合流するためにタウイタウイへ移動、14日に到着した。タウイタウイ泊地では、周囲に大きな陸上飛行場がなく、泊地の中では発着艦訓練を実施できなかった。また泊地周辺にはアメリカ軍潜水艦が出没しており、泊地の外に出ての発着艦訓練もできず、航空隊の技量も充分とは言えなかった。また、潜水艦の雷撃により駆逐艦多数が逆に撃沈されたほどである。
6月13日、陸上基地を利用して搭乗員の訓練をおこなうべくフィリピン中部のギマラスに向かった。同海域では対潜哨戒をしていた天山が着艦に失敗、着艦のやり直しをしようとしたが失速し、大鳳飛行甲板の九九艦爆に追突し炎上。零戦2・九九艦爆2・天山1を喪失、天山1大破・九九艦爆1小破、搭乗員1名・整備員7名が戦死した。この事故と火災は大鳳関係者だけでなく周囲の艦にも目撃され、乗組員達に不吉な予感を与えたという。同日、アメリカ軍のサイパン攻略公算大としてあ号作戦決戦用意が発令される。6月14日ギマラスに入泊し燃料を補給した。6月15日、ギマラスを出航しマリアナ沖に向かった。

### マリアナ沖海戦
1944年（昭和19年）6月18日以降、マリアナ沖海戦に参加した。小沢機動部隊甲部隊（旗艦大鳳）の戦力は第一航空戦隊の大型空母3隻（大鳳、翔鶴、瑞鶴）、第五戦隊（司令官橋本信太郎少将）の重巡2隻（妙高、羽黒）、第十戦隊（司令官木村進少将）の旗艦/阿賀野型軽巡洋艦3番艦矢矧と麾下の駆逐艦7隻（第10駆逐隊《朝雲》、第17駆逐隊《磯風、浦風》、第61駆逐隊《初月、若月、秋月》、秋月型《霜月》）だった。指揮下巡洋艦3隻（羽黒、妙高、矢矧）のうち、大鳳には羽黒、翔鶴には妙高、瑞鶴には矢矧が随伴していたという。彗星（大鳳所属機）がアメリカ軍機動部隊を発見し前衛艦隊は攻撃隊発進を開始したが、攻撃隊の帰還は夜間となるため夜間着艦の危険性を考慮され、この日の攻撃は見送られた。また、この反転により第一機動艦隊はアメリカ軍潜水艦の行動圏に入ってしまった。
6月19日午前6時30分、軽巡能代（第二水雷戦隊）所属水偵がアメリカ軍機動部隊を発見した。午前7時45分より大鳳以下第一航空戦隊は128機の攻撃隊を放った。大鳳攻撃隊は42機（零戦16、彗星17、天山9）。7時58分には予定どおり発艦作業が終了し、小沢機動部隊には楽観的気運さえ漂った。「手空きは上甲板で見送れ」の下令により乗組員の大部分が攻撃隊を見送っており、対潜警戒がおろそかになっていた可能性も指摘される。また無線を傍受していた軍令部でも勝利の気運が高まっていたという。
そのころ、アメリカ潜水艦アルバコアが小沢艦隊を追跡していた。アルバコアでは攻撃直前に魚雷諸元調停盤が故障、潜望鏡を出し直接照準で空母を狙うことにした。北緯12度22分 東経137度04分 / 北緯12.367度 東経137.067度地点に於いて、やや遠距離から6本の魚雷を発射した（アメリカ軍記録時間8時9分）。上空では発艦した第一次攻撃隊が編隊を組みつつあったが、彗星1機（搭乗員　操縦：小松幸男兵曹長/偵察：国次萬吉上飛曹）が編隊に加わろうとせず、右に旋回して海に突入した。母艦から右5000mくらいの海面だったという。これは同機が雷跡を発見し、自爆突入して魚雷を阻止しようと試みたものである。また、大鳳の右舷に配置されていた秋月も雷跡を視認したという。大鳳の見張員は雷跡を直ちに報告し、当時28ノットで直進中であり取舵一杯が下令されたが、午前8時10分に魚雷1本が大鳳の右舷前部に命中した。初月の対潜掃蕩を振り切り帰投したアルバコアは、「魚雷1本命中により翔鶴型1隻を撃破」と報告した。
この時点で前部がやや沈下し速力は26ノットとなったものの内務科・補機分隊による左舷後部への注水によって艦首沈下は是正され、戦闘続行可能状態であった。だが前部昇降機（揮発油タンク直上）が下部の戦闘機格納庫から1mほどのところで、零戦を乗せたまま前側に傾いて停止した。昇降機（エレベーター）の重量は100トンあるため、艦内作業での修理は不可能だった。小沢長官の命令により、工作兵が総動員で作業にあたる。艦内にあった応急処置用の丸太をかき集め、停止した昇降機の上に食堂の椅子や机を櫓状にくみ上げて昇降機の穴(14m四方）を塞いだ。9時20分頃、作業完了。攻撃隊指揮官の小野大尉がその強度を確認し、搭載していた魚雷や燃料を降ろして軽くした零戦1、彗星1、天山4-5機が発艦し瑞鶴に移動した。午前10時30分、第一航空戦隊(小沢長官直率)から第二次攻撃隊が発進している。
しかし、被雷直後より下部格納庫の前部昇降機付近よりガソリンの湧き出しが始まっていたという証言がある。魚雷命中の衝撃で破壊されたガソリンタンクから漏出したガソリンが、周囲の浸水によって格納庫にまで押し上げられていたと考えられた。気化したガソリンは艦内に充満しつつあり、まず揮発油タンクのすぐ後ろの区画（弾薬庫）はガス侵入のため退去を余儀なくされた。続いて第二格納庫も出入りが困難になるほどの状況になった。また缶室との距離も短いために、ガソリンそのものの流出抑制作業を並行して行うも、気化したガソリンを吸入して失神する乗員が続出。火花を恐れて工具の使用が憚れた、応急作業班の交代などの理由により、作業は捗らなかった。続いて「気化ガス充満、タバコ禁止、防毒マスク着用、火花が出るような作業も禁止」との伝達が艦内各部署になされた。格納庫の側面の扉はすべて開かれたがそれでも換気が追いつかず、舷窓や格納庫の側壁の鋼鈑を故意に破壊して穴を開けている。後部昇降機を下げる、発電室などの扉も開放するなど、必死の換気作業が行われた。大鳳への着艦は以上の状況により上空警戒の戦闘機と緊急を要するものに限定されたが、翔鶴がアメリカ潜水艦カヴァラの雷撃で落伍したため（午前11時20分魚雷4本被雷、午後2時頃に沈没）、第一次攻撃隊の収容も担当することになった。午後12時20分以降に小沢艦隊第一次攻撃隊が帰還してきたが、アメリカ軍の反撃により膨大な未帰還機が発生しており、大鳳から発艦した機で帰還したのは4機（零戦3、偵察彗星1）であった。

### 沈没
午後2時過ぎて間もなく翔鶴が沈没した。大鳳はアルバコアの雷撃で航空機燃料が漏洩し、引火したため大爆発を起こした。アメリカ艦隊を発見できず損害もないまま艦隊上空に戻ってきた第二次攻撃隊を収容中の午後2時32分(被雷から約4時間後)、気化したガソリンに引火した。大鳳の艦橋に勤務していた近藤敏直少尉によれば、最初の着艦機が胴体着陸した直後に爆発が発生したという。瑞鶴整備下士官は、大鳳の甲板上に駐機していた機に着艦失敗機が突入した直後、大火災が発生したと回想している。第二次攻撃隊前路偵察の天山1機、二航戦の零戦4機を収容したところ、5機目の零戦が着艦せず通過、直後に爆発が起きたともいう。羽黒下士官によれば、哨戒機が着艦した瞬間に大爆発が発生した。発電機室の後方にあった缶室にガソリンが拡散して爆発した可能性や、換気用モーター、運転中モーターの過熱など、他にも様々な原因が指摘されている。第二次攻撃隊は旗艦の着艦不能により、瑞鶴に着艦した。
爆発の原因が何であれ、損傷は重大だった。エレベーターを塞ぐ作業を終えて大鳳艦橋で休憩していた塩山技術大佐は、関東大震災のような揺れでアメリカ軍重爆の大型爆弾の直撃と直感した、と回想している。厚い装甲板を張った飛行甲板が飴板のように盛り上がり、前部飛行甲板は瞬時に炎に包まれた。入佐俊家中佐(大鳳飛行長）は、おそらく飛行甲板上で爆発に巻き込まれ行方不明となった（戦死認定）。大鳳後方に位置していた重巡洋艦羽黒の艦橋からは、大爆発と共に火柱が大鳳側面の隔壁を突き破り、艦載機や乗組員が吹き飛ばされる光景が目撃された。このように、昇降機周辺や甲板上にいた乗員は爆発の衝撃で吹き飛ばされ、多数の死傷者を出した。
大鳳では航海士が艦橋後部に設置されている遠隔操作の消火装置を作動させたが、鎮火しなかった。また、機関部との連絡がつかないため、消防管のバルブが開けられず消火活動は全くはかどらなかった。大鳳は急速に速度を落とし停止、艦橋の将校達は「機関部は爆発時の火炎によって全滅した」と判断している。実際には機関科将兵には生存者がおり、退去に成功している。艦の機械停止の原因は、爆発の衝撃で潤滑油を送る注油ポンプの管接手が外れ、機械が焼損するに至ったからである。
周囲の艦（羽黒、若月等）は大鳳への接近を命じられたが、爆発が続くため接近できなかった。小沢司令長官は大鳳に残るつもりだったが、周囲に説得されて退艦を決意した。小沢長官や古村啓蔵参謀長は艦橋が盾になったため爆風を免れた唯一のカッターボートに乗り、秋月型駆逐艦若月（第61駆逐隊）に移動。その後16時6分に羽黒（第五戦隊）へ移った。
大鳳では小爆発が連続し、駆逐艦磯風（第17駆逐隊）や初月（第61駆逐隊）等が脱出者の救助にあたった。羽黒もカッターボートを派遣している。最終的に磯風が大鳳の艦尾に接艦して乗組員を救助している。大鳳は左舷に大きく傾斜し、磯風の離艦後間もなく午後4時28分（爆発から約2時間後）に沈没した。大鳳爆発時に搭載していた零戦5機、九九艦爆1機、彗星4機、天山3機も共に失われている。沈没位置（北緯12度5分 東経137度12分 / 北緯12.083度 東経137.200度）。
小沢中将以下司令部は20日になり瑞鶴へ移動し、以降の航空戦の指揮をとった。6月22日、生存者は沖縄の中城湾で瑞鶴に移乗し、また負傷者の一部は病院船天応丸に収容され、日本本土へ向かった。結局、大鳳が母港の舞鶴港へ帰港する事は一度もなかった。また、大鳳の沈没を含めマリアナ沖海戦の敗北はミッドウェー海戦以上の完敗であり、サイパンの戦いおよびその後の戦局に決定的な影響を与えた。
1945年（昭和20年）4月30日、昭和天皇は米内光政海軍大臣と対面した際、アメリカの潜水艦に空母2隻（大鳳、翔鶴）が撃沈された件について
と下問している。
8月31日、戦艦4隻、大鳳ふくめて空母4隻は帝国軍艦籍から除籍された。
1961年（昭和37年）6月12日、海上自衛隊の練習艦隊（旗艦「てるづき」）がサイパン沖において、サイパン攻防戦と大鳳ふくめマリアナ沖海戦の戦死者に対し慰霊の花束を投じた。1969年（昭和44年）6月22日、第一回大鳳戦歿者慰霊祭が開かれる。1974年（昭和49年）9月23日、大鳳慰霊碑も舞鶴に建立された。
大鳳の沈没は、まず魚雷1本の命中によりガソリンタンクが破壊され、艦内各部に充満。続いて胴体着艦をした戦闘機の衝撃で格納庫内に充満した気化燃料（ガソリン）に引火し、爆発したことが原因だった。これは閉鎖式格納庫が持つ弱点が最悪の形で現れたものだったが、たった1発の魚雷で沈没に至るまでにはいくつかの不幸な積み重ねが存在した。
- ミッドウェイ海戦で4隻もの主力空母を一気に失ったときに建造中だった主力空母は大鳳だけであったため、装甲空母という工程の多い艦にもかかわらず戦時下、特に工事が急がされ、そのために不完全な部位があった。大鳳のガソリンタンクは機関部や弾薬庫のさらに前方水線下に設置され、重要区画から隔離されていたが[177]、被雷の衝撃でその継ぎ目がはずれた。この継ぎ目の溶接が完全なものでなかった可能性がある[178][82]。大鳳には電気溶接も部分的に取り入れられていたが、当時の電気溶接には強度に問題があった[注釈 48]。空母のガソリンタンクは元々装甲板で防御されていたのを、ミッドウエー海戦後は、さらにタンク周囲の空所に注水されるようになった。大鳳沈没後は、その外周の空所に水ではなく、鉄筋を組んだ上にコンクリートを充填するようになった（信濃や雲龍など）。また格納庫の通風装置も強化された。
- 日本の工業力の限界により使用部品の精度や材質劣化に悩まされ、さらに優秀な技能工が次々に召集されたため、未熟な徴用工の手で建造されていた[179]。
- 竣工間近での艦内点検においてガソリン圧送パイプが指定されていた衝撃などに強い白銅製ではなく衝撃に弱い鋼製であることが判明し、交換を指摘されたが入手できず、そのまま出撃となったという話も残っている。
- 前部ガソリンタンクの直上がエレベータになっており（翔鶴型は後部ガソリンタンクともにそうなっていない）、しかも翔鶴型より甲板が一層少なかったため、ガソリンタンクのすぐ真上がエレベータ機械室になっていて、それはそのまま格納庫に通通であったため、気化ガソリンが急速に格納庫内に広まった。また上述のとおり、ガソリンタンク容量も、将来の艦載機の大型化、高性能化を見越して翔鶴型の倍としたため巨大であり、周囲の緩衝層（空間）も薄くなっていた。
- 被雷の衝撃で前部エレベーターが甲板下1mのところで故障・停止してしまったが、作戦続行のため急遽エレベーター上に机などを積み上げて応急処置をし、飛行甲板の開口部を塞いでしまった。舷側の開口部、換気扇とも全開にしたが、艦内には気化したガソリンが充満し、目を開けるのも辛い状態となった。さらに攻撃隊が帰艦してきたため、後部エレベータもまた上げ下げで換気の役割は十分に果たせなかった。戦闘継続を放棄して前部、後部のエレベータとも換気のために開放すれば、気化燃料を[137]、あるいは万一引火したとしても爆風を、開口部から逃がすことができたかもしれなかった[35]。
- 格納庫の天井は全面10ミリの鋼板、その上が95ミリの装甲で覆われていたため、他の空母なら上に抜けるはずの爆圧までが下部に強く向かった。ゆえに機関部などより大きい被害を受けることとなった。
- 大鳳はエレベーターもまた格納庫上を覆っているという理由からエレベーターにも装甲が施され、その重量は100tにもなったが、これは一度故障すると（停止した原因は昇降用ワイヤーの滑車からの脱落）艦内作業ではとても修理しかねるものであった。
- 艦内の工作兵がエレベーター開口部を塞ぐことに総動員されたため、揮発油タンクの修理が後回しにされた[130]。
- ガソリンの臭気を抜くため総てのベンチレーター（換気扇）を全開にしたが、かえって揮発性ガスが閉鎖された艦内に充満、爆発が艦全体に及び致命的損傷を受けた[152]。
- 竣工してわずか3カ月であり、また従来にない新機軸を盛り込んだ艦であったので乗組員が不慣れであった。
- 大型空母3隻（大鳳、翔鶴、瑞鶴）を擁しながら護衛する駆逐艦は7隻（磯風、浦風、秋月、若月、初月、霜月、朝雲）、巡洋艦も3隻（羽黒、妙高、矢矧）のみで、対潜警戒に難があった[180]。

## 艦長
艤装員長
1. 澄川道男 大佐：1943年8月15日[64] - 1943年12月23日[65]
2. 菊池朝三 大佐：1943年12月23日[65] - 1944年3月7日[75]

艦長
1. 菊池朝三 大佐：1944年3月7日[75] - 7月1日。7月10日附で第二十五航空戦隊司令官[181]。

キスカ島撤退作戦でキスカ島から生還後大鳳勤務となった近藤敏直少尉によれば、菊池艦長は大鳳と運命を共にするつもりだったという。近藤からあるだけのタバコを貰い、「沈むまで何日もかかるだろうから、それまで吸う」と笑った。菊池艦長は磯風を見送ったのち、後部デッキにハンモックの紐で身体を固定した。だが、沈没の衝撃で縄が切れたようで意識不明の状態で磯風に救助された。